# Prilesje pri Plavah
Prilesje pri Plavah je naselje v občini Kanal, ki je bilo ustanovljeno leta 2007 z odcepitvijo od naselja Plave.